# 카탈루냐 요리

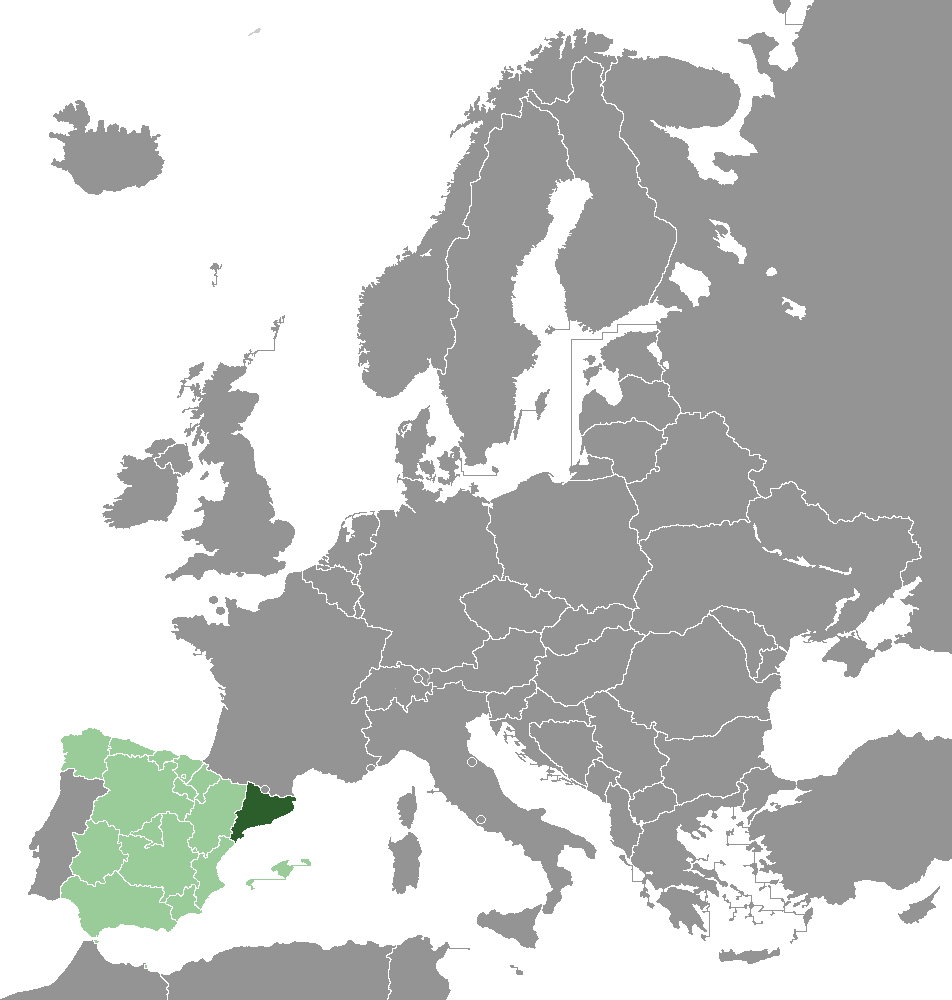
카탈루냐의 위치 (초록색). 카탈루냐는 대부분 지중해와 접해 있는 환경이기 때문에 그 요리 역시 많은 면에서 지중해 요리에 속한다 볼 수 있다.

카탈루냐 요리(Cataluña料理, 카탈루냐어: cuina catalana 쿠이나 카탈라나, 스페인어: cocina catalana 코시나 카탈라나[*])는 카탈루냐 지방의 요리를 가리킨다. 프랑스의 루시용 지방이나 안도라에도 퍼져 있는데, 특히 안도라 요리의 경우 카탈루냐의 알트우르헬·세르다냐 지역 요리와 아울러 '카탈루냐 산악지대 요리'로 부르는 경우도 있다. 카탈루냐 요리는 서부 지중해 요리로 분류된다.

## 기본 재료
카탈루냐 요리는 지중해 해안에서 흔히 쓰이는 재료가 많이 들어간다. 주식인 빵과 파스타, 올리브 오일과 와인은 기본적이며, 채식재료로는 토마토와 마늘, 가지, 고추, 아티초크 등의 신선한 채소류, 콩과 병아리콩, 버섯 등이 쓰이고, 육식재료로는 소시지나 햄 등의 돼지고기 가공품, 닭고기와 양고기 등이 있으며 정어리와 멸치 (앤초비), 참치, 대구 등의 생선류도 많이 쓰인다.
카탈루냐의 여러 환경에 맞게 그 요리도 다양하게 발전해 왔다. 카탈루냐 육지 지방의 돼지고기 위주 식단에서부터 해안지방의 생선 위주 식단까지 그 범위가 넓다.
한편으로 카탈루냐 요리는 단맛과 짠맛의 조화를 이룬 요리가 많으며, 특히 보티파라 소시지와 피카다 소스로 맛을 낸 국 요리가 많이 보인다. 피카다 소스는 아몬드와 헤이즐넛, 잣, 마늘, 허브 등으로 만든 소스다.

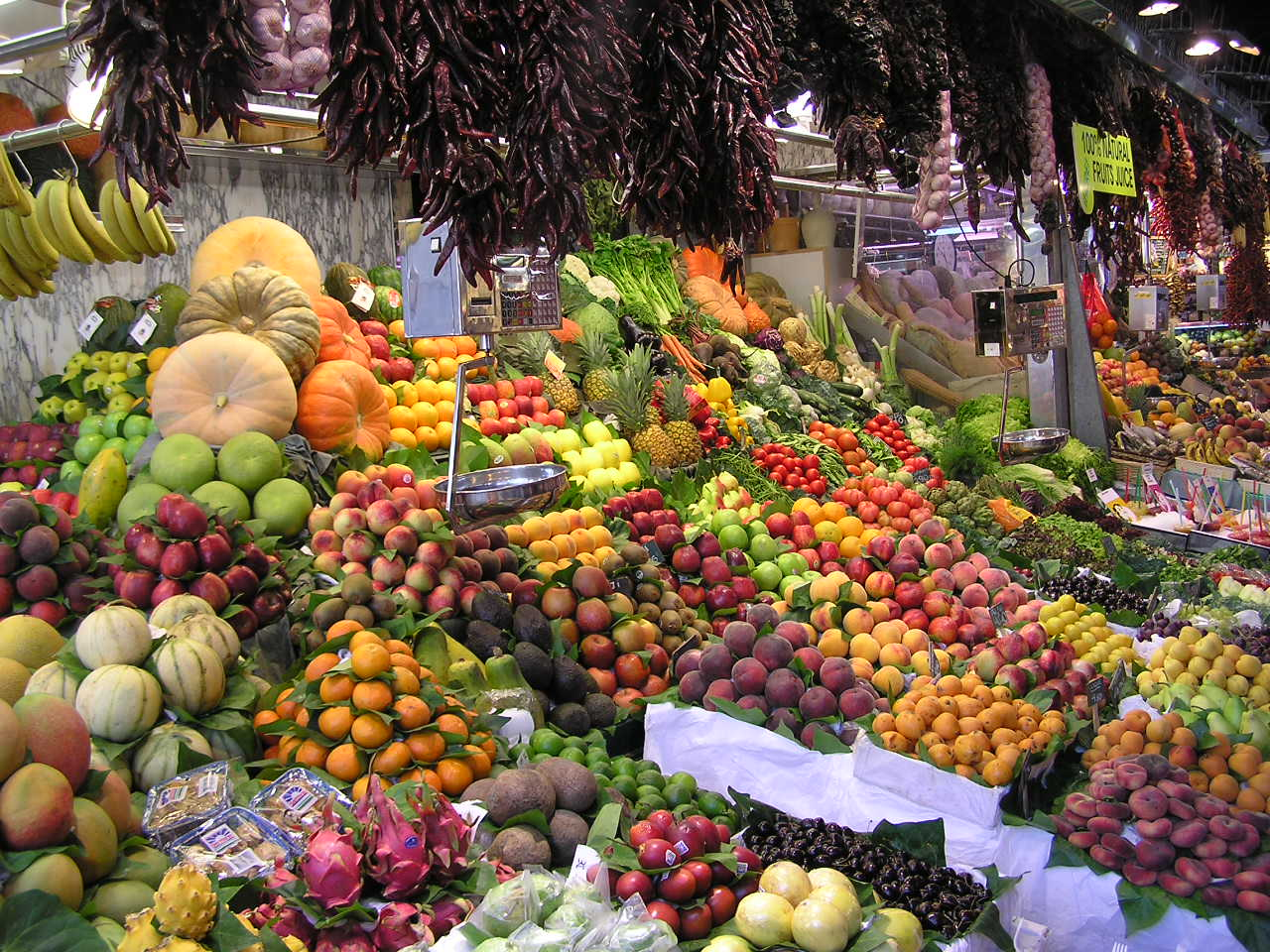
바르셀로나 라 보케리아 시장의 과일들
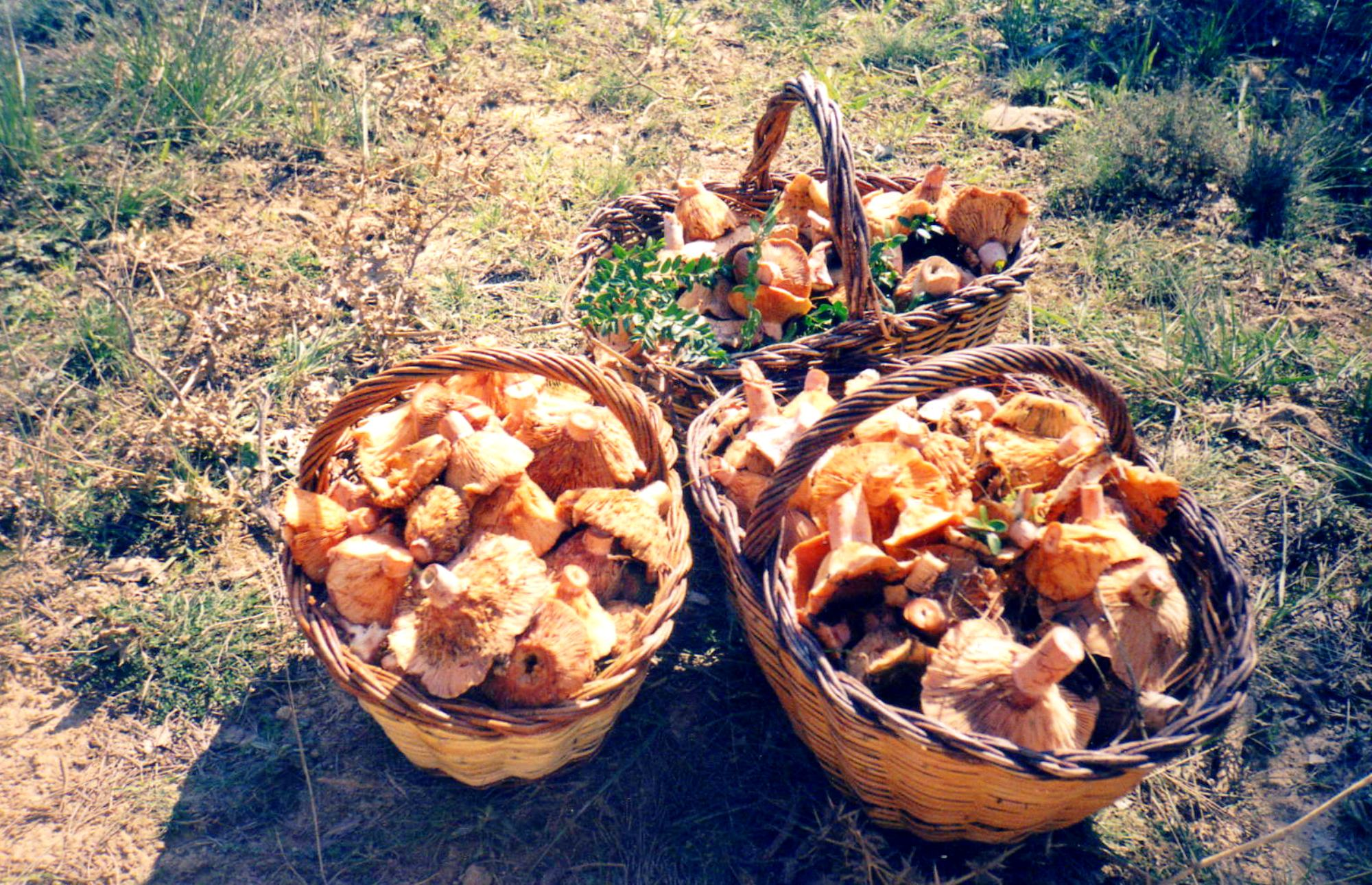
카탈루냐 요리에 쓰이는 붉은젖버섯

## 일반 요리

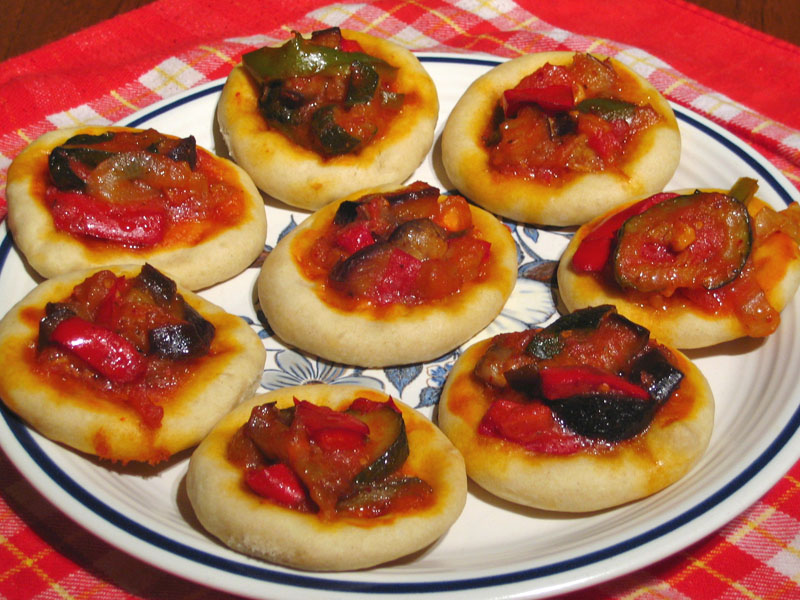
코카 (Coca). 피자의 일종이다.

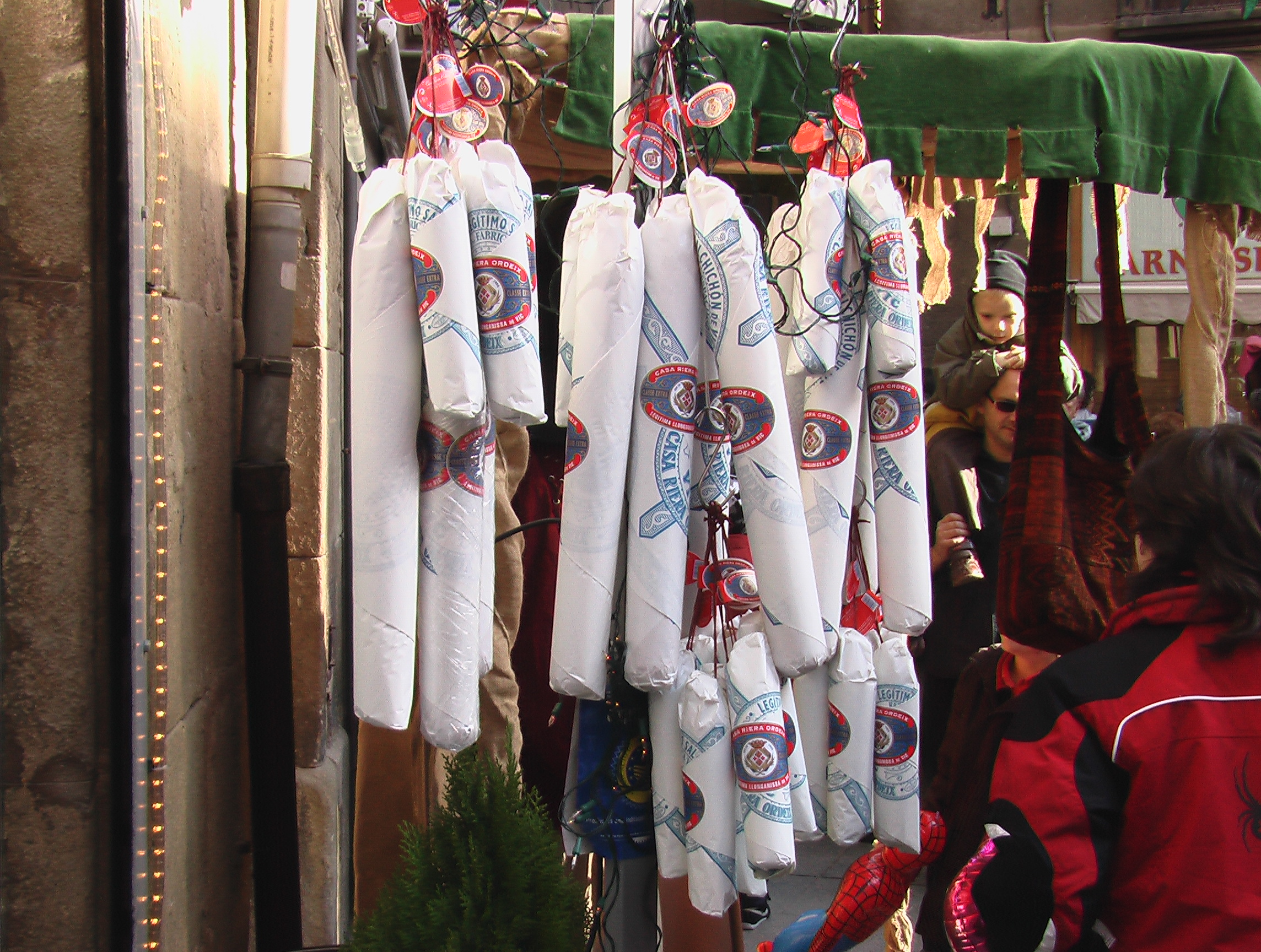
비크 지방의 소시지

- 카탈루냐식 대구요리 - 건포도와 잣을 곁들인다.
- 에스칼리바다 - 구운 채소
- 에스쿠데야 - 국의 일종으로 안에 국수와 고기, 채소 등을 넣어 끓인다.
- 올랴다 - 고기와 채소가 들어간 국
- 에스케샤다 - 토마토와 양파를 곁들인 대구절임 샐러드
- 몬제테스 암 보티파라 - 콩과 돼지고기 소시지
- 파 암 토마케트 - 빵에 토마토와 기름, 마늘을 발라먹는 간편식
- 토니나 엔 에스카베치 - 참치 마리네
- 수케트 데 페시 - 진한 생선찌개
- 코카 - 토핑을 얹은 빵
- 마 이 문타냐 - '바다와 산'이란 뜻으로, 고기와 해산물을 같이 요리한 것이다.
- 엠부티도 - 소시지의 범주를 아우르는 명칭이다. 마른 소시지의 일종인 푸에트와, 살라미랑 닮은 살치촌도 여기에 해당된다.
- 칼소트 - 카탈루냐에서 재배되는 파로, 보통은 구워서 사이드메뉴로 내는데 이를 '칼소타다'라 부른다.
- 카르골스 아 라 랴우나 - 구운 달팽이 요리
- 손소스 - 까나리과에 속하는 작은 생선으로, 튀겨서 먹는다.

## 소스와 양념

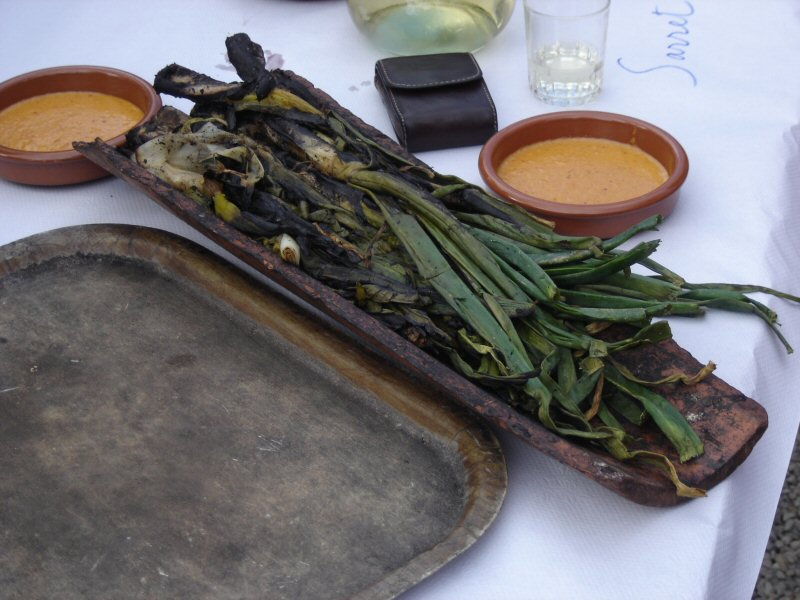
칼소트 구이와 살비차다 소스

- 알리올리 - 마늘과 올리브기름으로 만든 소스로 고기나 채소구이 등에 곁들인다. 알리올리는 카탈루냐어로 '마늘과 기름'이란 뜻이다.
- 삼파이나 - 토마토와 가지 등의 다양한 채소로 만든 것으로, 토마카트라고도 부른다.
- 살비차다 - 아몬드, 헤이즐넛, 마늘, 빵, 식초, 토마토, 올리브 오일 등으로 만든 양념으로 발스 지역에서 먹는다.
- 샤토 - 토마토를 뺀 살비차다.

## 후식

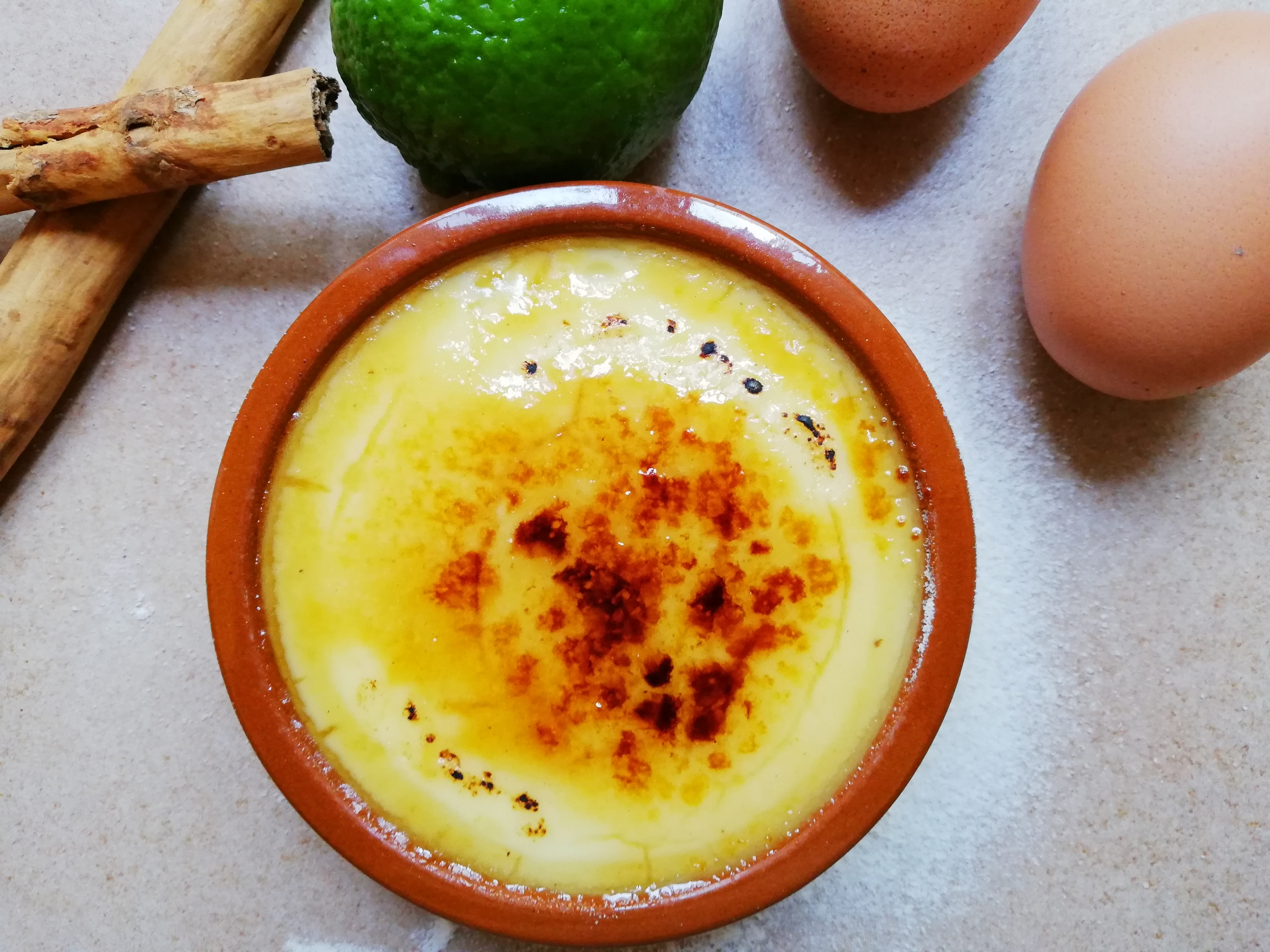
크레마 카탈라나

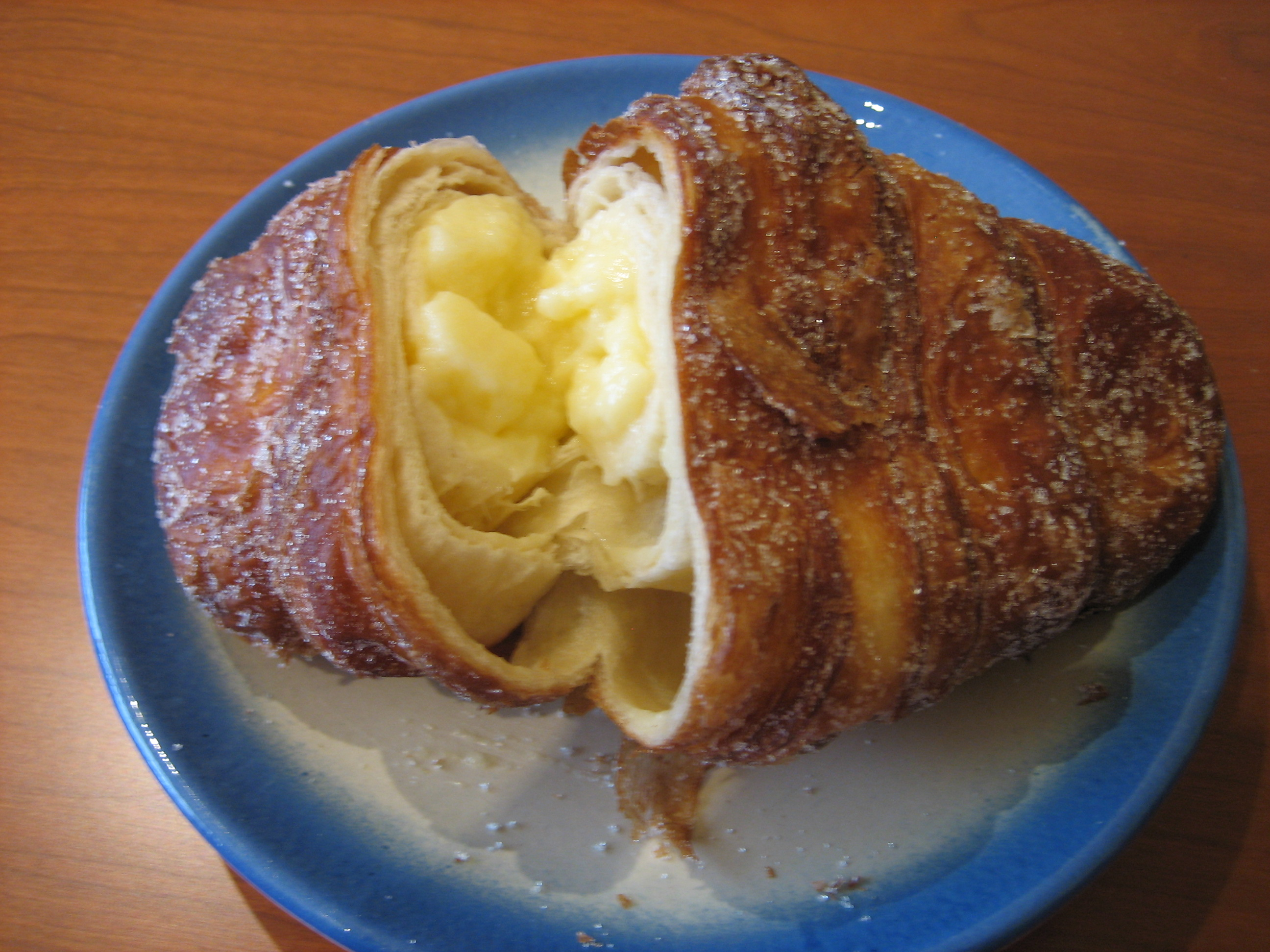
슈슈

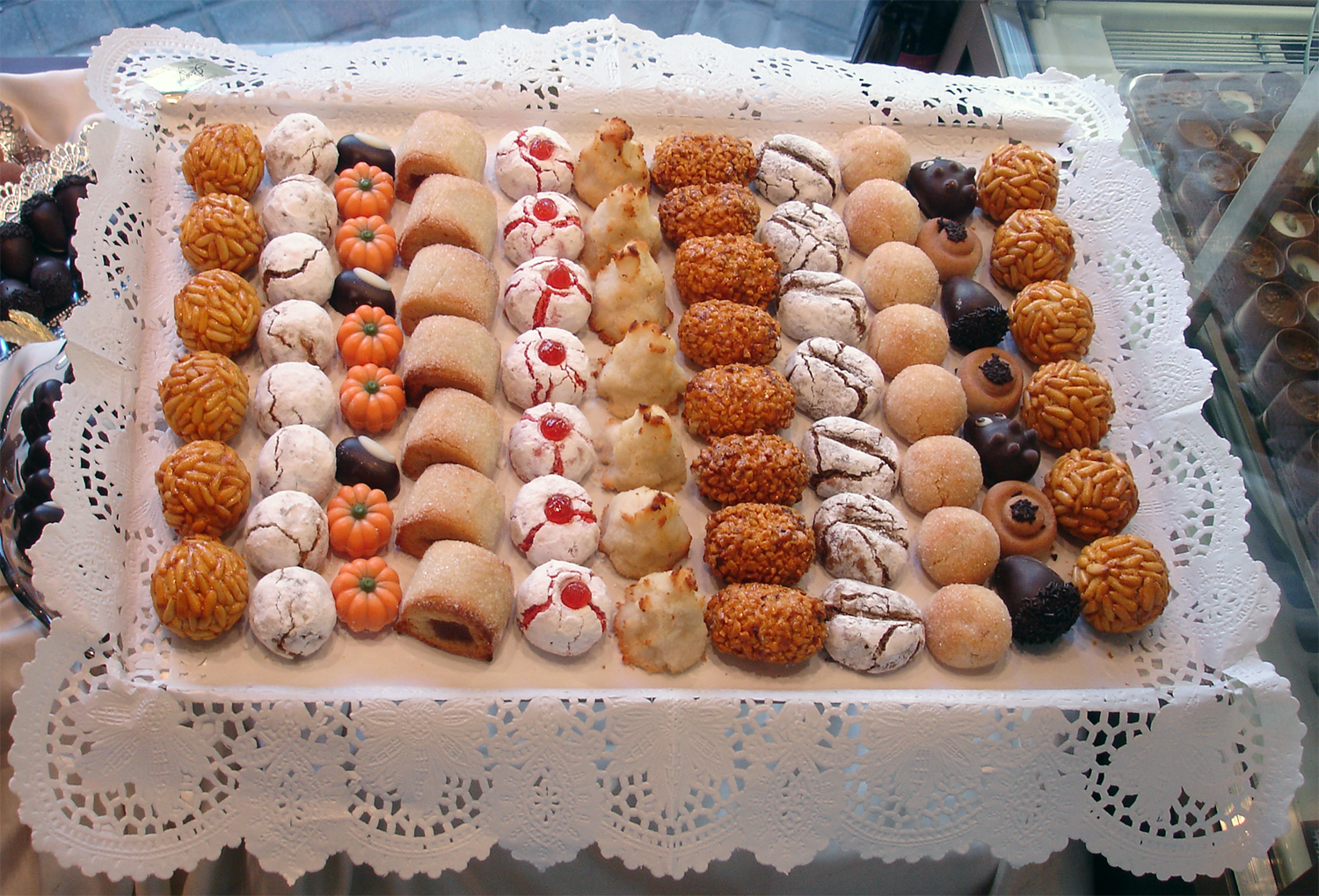
파녤레트

- 크레마 카탈라나 - 흔히 크렘 브륄레라 알려진 후식과 유사한 것으로, 계란노른자와 우유, 설탕 등으로 만든 부드러운 카라멜 크림이다. 빵 속을 채우거나 다른 후식에 활용되며, 아니면 전용 접시에 담아 그냥 먹기도 한다. 이 때는 위에 설탕가루를 뿌리고 살짝 태워 먹는다. 이렇게 하면 설탕이 녹아 조금 딱딱한 층이 형성되는데 숟가락으로 깨서 촉촉한 속을 파먹으면 된다.
- 마토 데 페드랄베스 - 마토 데 몬하라고도 부르며 크레마 카탈라나와 비슷한 요리다. 바르셀로나에서 유래했다.
- 멘자블랑 - 아몬드와 우유로 만든 흰 크림으로, 레우스 지역의 특산품이지만 카탈루냐 전역에서 맛볼 수 있다. 작은 숟가락으로 먹는다.
- 페레스 데 례이다 - 례이다 지역에서 유래한 후식으로, 껍질 깐 서양배에 크레마 카탈라나 만들듯 설탕을 뿌려 구운 뒤 차게 해서 낸 요리다. 머랭으로 덮은 뒤 체리로 장식해 내기도 한다.
- 슈슈 - 지로나 지역에서 먹는 튀긴 빵으로 크레마 카탈라나를 얹어먹는다.
- 멜 이 마토 - 마토 치즈에 꿀을 얹은 것.
- 파스티세트 - 카스케테스라고도 한다. 카벨 당헬 (호박잼)을 속으로 넣고  흰 설탕가루를 뿌린 반달 모양의 달콤한 페이스트리. 커피와 곁들여 먹는다.
- 카르키뇰리 - 조그맣고 바삭한 아몬드 비스킷으로 커피와 곁들여 먹는다.
- 카타니에스 - 카탈루냐의 마르코나 아몬드를 화이트초콜릿으로 덮고 블랙초콜릿 가루를 뿌린 것으로 커피와 곁들여 먹는다.
- 페츠 데 몬자 - 가운데가 볼록 튀어나온 조그만 과자로 커피와 곁들여 먹는다. 처음엔 '피츠 데 몬자' (수녀의 젖꼭지)란 이름이었으나 시간이 흐르면서 지금의 이름으로 바뀌었다.
- 코카 - 코카는 거의 대부분 짠맛이지만 단 맛도 있으며, 주로 휴일에만 먹는다. 카탈루냐 사람들은 한 해 휴일이나 축제날이 되면 코카를 한번씩은 먹는다.
- 오렐례테스 - 설탕을 올린 튀긴 빵으로 카니발 기간에 먹는다. 스페인 내 다른 지역이나 프랑스에서도 찾아볼 수 있다.
- 부뇰 - 부뇰 속에 크레마 카탈라나를 채운 '부뇰 데 벤트'와, 사순절 기간의 수요일과 금요일에 주로 먹는 '부뇰스 데 렘포르다'가 있다.
- 모나 데 파스콰 - 아몬드와 노른자잼, 초콜릿 달걀 (내지는 초콜릿 조각), 알록달록한 장식을 올린 케이크 비슷한 빵. 매년 부활절이 되면 할아버지와 할머니가 손주들에게 선물로 주는 요리다. 기독교가 들어오기 전 고대 스페인에서 어린이들이 성인에 진입하는 것을 축하하던 전통에서 유래한 요리로, 처음에는 어린이의 연령에 맞춰 계란을 올리고 12살 때까지 하나씩 추가해 올려 선물한다. 13살이 되면 어린이가 아니라고 생각해 주지 않는다.
- 파넬례트 - 잣과 아몬드, 설탕으로 만든 조그만 페이스트리로 모양과 맛이 매우 다양하다. 매년 11월 1일에 먹는 빵이며 중세시대 유대인의 요리에서 유래하였다.
- 토르텔 - 방언에 따라서 토르타, 로스코라고도 부른다. 도넛처럼 가운데가 푹 파인 빵으로서 안에 초콜릿 크림이나 크레마 카탈라나를 채운다. 일요일 점심 이후에 가족들이나 친구끼리 먹는 요리다.
- 토로 - 스페인어로는 '투론'이라 부르는 아몬드 과자로, 누가와 유사하며 크리스마스 날에 먹는다.

## 같이 보기
- 카탈루냐
- 스페인 요리
- 스페인 요리 목록
- 지중해 요리